# Al-Shorta Sports Club
Pour les articles homonymes, voir Police Club.
Maillots
Actualités
Le Al-Shorta Sports Club (en arabe : نادي الشرطة الرياضي), plus connu sous le nom de Al-Shorta, est un club de football irakien fondé en 1932 et basé à Bagdad, la capitale du pays.
Ce club représente la police.

## Palmarès
| Compétitions nationales | Compétitions internationales                                                                                      |
| --- | --- |
| - Championnat d'Irak (7) : - Champion : 1980, 1998, 2013, 2019, 2022, 2023, 2024 - Coupe d'Irak : (1) - Vainqueur : 2024 - Finaliste : 1978, 1996, 1997, 2002, 2003 | - Ligue des champions de l'AFC : - Finaliste : 1971. - Coupe des clubs champions arabes (1) : - Vainqueur : 1982. |